# Matiša Matarić
Matiša (Matija) Matarić (Mathia/Mathias Matarić) (Sombor, 24. siječnja 1822. – Sombor, 4. rujna 1871.) je bio hrvatski katolički svećenik i učitelj iz Bačke, narodni preporoditelj Hrvata tog kraja.
Za svećenika se zaredio 1845. godine. U Dušnoku je službovao kao kapelan, a u Somboru od 1850. do 1859., nakon čega je bio na bolovanju. Pretkraj života 1870. postao je župnikom u Somboru.
Istakao se svojim protivljenjem mađarizacije bunjevačkih Hrvata, osobito javnim polemiziranjem s bunjevačkim Hrvatima koji su se pomađarili i koji su promicali pomađarivanje. Surađivao je u preporodnom tisku. Pisao je u Bunjevačkim i šokačkim novinama u doba djelovanja Ivana Antunovića.